# Compsophorus atrifossa
Compsophorus atrifossa là một loài tò vò trong họ Ichneumonidae.